# Championnat d'Allemagne de football de deuxième division 1973-1974
Navigation
Regionalliga
1972-1973 2. Bundesliga
1974-1975
La Regionalliga 1973-1974 fut une compétition de football organisée par la Deutscher Fußball Bund au 2e niveau de la hiérarchie du football ouest-allemand.
Ce fut la 11e et dernière édition de cette compétition, qui se décomposait en une première phase séparée en cinq groupes (Nord, Berlin, West, Südwest, Süd), puis un tour de promotion (en allemand : Aufstiegsrunde in die Bundesliga) qui avait pour but de désigner les deux clubs promus en Bundesliga (D1).
De 1964 à 1974, ce format resta en vigueur, avec une variation du nombre de participants et du nombre de qualifiés selon les différentes "Regionalligen".
À la fin de cette saison, les Regionalligen furent dissoutes et remplacées par la Zweite Bundesliga. Cette nouvelle ligue fut partagée en deux séries "Nord" et "Süd".

## Regionalliga Nord
Le Regionalliga Nord 1973-1974 fut une ligue située au 2e niveau de la hiérarchie du football ouest-allemand.
Ce fut la 11e et dernière édition de cette ligue qui couvrait le même territoire que l'ancienne Oberliga Nord, c'est-à-dire les villes libres de Brême et de Hambourg et les Länder de Basse-Saxe et du Schleswig-Holstein, donc les clubs affiliés à une des quatre fédérations composant la Norddeutscher Fußball-Verband (NFV).
Selon le règlement en vigueur, il n'y eut jamais de montant direct depuis les Regionalligen vers la Bundesliga. Un tour final annuel (en allemand : Aufstiegsrunde in die Bundesliga) regroupa les champions et qualifiés de chaque Regionalliga afin de désigner les deux promus.
À la fin de cette saison, la Regionalliga Nord fut dissoute avec la création de la 2. Bundesliga (voir ci-après). Les clubs retenus sont versés dans le Groupe Nord.

### Compétition

#### Légende
| Légende         | |
| (T)             | Tenant du titre de la Regionalliga Nord.                                                             |
| C/TF            | Champion et qualifié pour le tour final pour une éventuelle montée en Bundesliga la saison suivante. |
| TF              | qualifié pour le tour final pour une éventuelle montée en Bundesliga la saison suivante.             |
| 2BL             | club retenu pour faire partie de la nouvelle 2. Bundesliga Nord.                                     |
| ON              | qualification directe pour être reversé en Oberliga Nord                                             |
| PQ              | phase de qualification pour être reversé en Oberliga Nord                                            |
| en diminution   | club relégué de la Bundesliga depuis la saison précédente.                                           |
| en augmentation | club promu des séries d'Amateurliga depuis la saison précédente.                                     |

#### Classement
|      |    |                              | M  | G  | N  | P  | +   | -   | DB   | Pts |
| ---- | -- | ---------------------------- | -- | -- | -- | -- | --- | --- | ---- | --- |
| C/TF | 1  | Braunschweiger TSV Eintracht | 36 | 30 | 3  | 3  | 125 | 23  | +102 | 63  |
| TF   | 2  | FC St. Pauli (T)             | 36 | 26 | 4  | 6  | 113 | 48  | +65  | 56  |
| 2BL  | 3  | VfL Osnabrück                | 34 | 18 | 14 | 4  | 84  | 43  | +41  | 50  |
| 2BL  | 4  | VfL Wolfsburg                | 36 | 19 | 8  | 9  | 77  | 51  | +26  | 46  |
| 2BL  | 5  | HSV Barmbek-Uhlenhorst       | 36 | 15 | 13 | 8  | 48  | 38  | +10  | 43  |
| ON   | 6  | VfB Oldenburg                | 36 | 18 | 6  | 12 | 71  | 55  | +16  | 42  |
| 2BL  | 7  | TSR Olympia Wilhelmshaven    | 36 | 16 | 7  | 13 | 74  | 57  | +17  | 39  |
| ON   | 8  | SV Meppen                    | 36 | 13 | 12 | 11 | 55  | 54  | +1   | 38  |
| ON   | 9  | SV Arminia Hannover          | 36 | 11 | 16 | 9  | 57  | 59  | -2   | 38  |
| ON   | 10 | SC Concordia Hamburg         | 36 | 15 | 6  | 15 | 44  | 56  | -12  | 36  |
| ON   | 11 | OSV Hannover                 | 36 | 11 | 13 | 12 | 70  | 67  | +3   | 35  |
| 2BL  | 12 | 1. SC Göttingen 05           | 36 | 12 | 9  | 15 | 55  | 46  | +9   | 33  |
| ON   | 13 | Kieler SV Holstein           | 36 | 11 | 9  | 16 | 54  | 73  | -19  | 31  |
| ON   | 14 | TuS Bremerhaven 93           | 36 | 11 | 9  | 16 | 35  | 61  | -26  | 31  |
| ON   | 15 | Heider SV                    | 36 | 8  | 7  | 21 | 48  | 76  | -28  | 23  |
| PQ   | 16 | VfB Lübeck                   | 36 | 8  | 6  | 22 | 34  | 80  | -46  | 22  |
| PQ   | 17 | Itzehoer SV 09               | 36 | 7  | 7  | 22 | 48  | 107 | -59  | 21  |
| PQ   | 18 | VfL Pinneberg                | 36 | 5  | 10 | 21 | 43  | 76  | -33  | 20  |
| PQ   | 19 | 1. FC Phönix Lübeck          | 36 | 6  | 5  | 25 | 40  | 105 | -65  | 17  |

### Phase de qualification pour l'Oberliga Nord
Cette phase oppose les 4 derniers de Regionalliga Nord à des clubs provenant des Landesligen Hamburg, Schleswig-Holstein, Niederrhein, ainsi que de l'Amateurliga Bremen :
- Landesliga Hamburg : SC Poppenbüttel – 2e, SV Blankenese – 3e
- Landesliga Schleswig-Holstein : VfR Neumünster – 2e, Büdelsdorfer TSV – 3e
- Landesliga Niedersachsen : Hannover SV 96 II – 4e
- Amateurliga Bremen : Bremer SV – 2e

| ON                          | qualification pour être reversé en Oberliga Nord                                                                            |
| R                           | descente ou retour en championnats amateurs (Landesligen Hamburg, Schleswig-Holstein, Niedersachsen ou Verbandsliga Bremen) |
| (LLHa) (LLSH) (LLNS) (ALBr) | provenance du club : Landesliga Hamburg Landesliga Schleswig-Holstein Landesliga Niedersachsen Amateurliga Bremen           |

#### Groupe A
|    |   |                          | M | G | N | P | +  | -  | DB | Pts |
| -- | - | ------------------------ | - | - | - | - | -- | -- | -- | --- |
| ON | 1 | Bremer SV (ALBr)         | 4 | 2 | 1 | 1 | 4  | 4  | 0  | 5   |
| ON | 2 | SC Poppenbüttel (LLHa)   | 4 | 2 | 1 | 1 | 6  | 10 | -4 | 5   |
| R  | 3 | Hannover SV 96 II (LLNS) | 4 | 2 | 0 | 2 | 9  | 8  | +1 | 4   |
| R  | 4 | VfB Lübeck               | 4 | 1 | 1 | 2 | 13 | 9  | +4 | 3   |
| R  | 5 | SV Blankenese (LLHa)     | 4 | 1 | 1 | 2 | 5  | 6  | -1 | 3   |

#### Groupe B
|    |   |                         | M | G | N | P | +  | - | DB | Pts |
| -- | - | ----------------------- | - | - | - | - | -- | - | -- | --- |
| ON | 1 | Itzehoer SV 09          | 4 | 4 | 0 | 0 | 10 | 4 | +6 | 8   |
| ON | 2 | 1. FC Phönix Lübeck     | 4 | 2 | 1 | 1 | 4  | 4 | 0  | 5   |
| R  | 3 | Büdelsdorfer TSV (LLSH) | 4 | 1 | 1 | 2 | 5  | 8 | -3 | 3   |
| R  | 4 | VfL Pinneberg           | 4 | 1 | 0 | 3 | 7  | 7 | 0  | 2   |
| R  | 5 | VfR Neumünster (LLSH)   | 4 | 1 | 0 | 3 | 3  | 6 | -3 | 2   |

### Relégation depuis la Bundesliga
À la fin de cette saison, un club (Hannover SV 96) affilié à la Norddeutscher Fußball-Verband (NFV) fut relégué de la Bundesliga.

### Création de la Zweite BundesligaNord
À la fin de la saison, la Regionalliga Nord fut dissoute. Elle fut remplacée au 2e niveau par la 2. Bundesliga Nord. La Norddeutscher Fußball-Verband (NFV) se vit attribuer 7 places dans la nouvelle ligue (pour 11 à la zone Ouest et 2 à Berlin-Ouest).
La relégation d'Hannover 96 depuis l'élite ne modifia pas le nombre de places disponibles. Comme l'Eintracht Braunschweig gagna sa place dans la plus haute division lors du tour final, six clubs de la Regionalliga Nord accédèrent à la 2. Bundesliga Nord 74/75, soit les clubs classés de la 2e à la 7e place d'une évaluation effectuée sur les cinq dernières saisons.

#### Désignation des clubs
Afin d'élire, les sept clubs retenus pour la 2. Bundesliga, la NFV établit un classement sur les cinq dernières saisons de compétition.
Les points obtenus lors des différentes saisons furent multipliés par:
- Saison 1969-1970 et saison 1970-1971: x1
- Saison 1971-1972 et saison 1973-1973: x2
- Saison 1973-1974: x4.

En cas d'égalité, les points obtenus lors de la dernière saison étaient prépondérants.

#### Classements des clubs candidats
| Ordre | Clubs                        | Points | Remarques                             |
| ----- | ---------------------------- | ------ | ------------------------------------- |
|       | Hannover SV 96               |        | Relégué de Bundesliga                 |
| 1     | Braunschweiger TSV Eintracht | 207    | Promu en Bundesliga via le tour final |
| 2     | FC St. Pauli                 | 157    | ⇒ 2. Bundesliga                       |
| 3     | VfL Osnabrück                | 154    | ⇒ 2. Bundesliga                       |
| 4     | VfL Wolfsburg                | 138    | ⇒ 2. Bundesliga                       |
| 5     | HSV Barmbek-Uhlenhorst       | 125    | ⇒ 2. Bundesliga                       |
| 6     | 1. SC Göttingen 05           | 107    | ⇒ 2. Bundesliga                       |
| 7     | TSR Olympia Wilhelmshaven    | 91     | ⇒ 2. Bundesliga                       |
| 8     | Kieler SV Holstein           | 91     |                                       |
| 9     | VfB Lübeck                   | 91     |                                       |
| 10    | SV Arminia Hannover          | 78     |                                       |
| 11    | VfB Oldenburg                | 69     |                                       |
| 12    | TuS Bremerhaven 93           | 59     |                                       |
| 13    | SV Meppen                    | 55     |                                       |
| 14    | Heider SV                    | 50     |                                       |
| 15    | 1. FC Phönix Lübeck          | 50     |                                       |
| 16    | OSV Hannover                 | 47     |                                       |
| 17    | Itzehoer SV 09               | 34     |                                       |
| 18    | SC Concordia Hamburg         | 31     |                                       |
| 19    | VfL Pinneberg                | 6      |                                       |

### Création de l'Oberliga Nord
Sous la 2. Bundesliga Nord, la NFV créa une ligue au 3e niveau. Cette série fut nommée Oberliga Nord.
À l'exception du VfB Lübeck et du VfL Pinneberg, renvoyés au 4e niveau, les autres clubs de la désormais ancienne Regionalliga Nord furent reversés dans cette nouvelle Oberliga. Ils y furent rejoints par des équipes sélectionnées depuis les Amateurligen ("Bremen", "Hamburg", "Niedersachsen" et "Schleswig-Holstein").
Les montants vers la nouvelle Oberliga Nord furent:
- SC Victoria Hamburg (Promu via la phase de qualification)
- SC Poppenbüttel
- Blumenthaler SV
- Bremer SV (Promu via la phase de qualification)
- Flensburg 08
- SpVgg Preussen 07 Hameln
- SpVgg Bad Pyrmont
- SV Union Salzgitter

## Regionalliga Berlin
Le Regionalliga Berlin 1973-1974 fut une ligue située au 2e niveau de la hiérarchie du football ouest-allemand.
Ce fut la 11e et dernière édition de cette ligue qui couvrait le même territoire que l'ancienne Oberliga Berlin, c'est-à-dire la zone de Berlin-Ouest et donc concernait les clubs affiliés à la Verband Berliner Ballspielvereine (VBB).
Selon le règlement en vigueur, il n'y eut jamais de montant direct depuis les Regionalligen vers la Bundesliga. Un tour final annuel (en allemand : Aufstiegsrunde in die Bundesliga) regroupa les champions et qualifiés de chaque Regionalliga afin de désigner les deux promus.
À la fin de cette saison, la Regionalliga Berlin fut dissoute avec la création de la 2. Bundesliga (voir ci-après). Les clubs retenus sont versés dans le Groupe Nord.

### Compétition

#### Légende
| Légende         | |
| (T)             | Tenant du titre de la Regionalliga Berlin.                                                           |
| C/TF            | Champion et qualifié pour le tour final pour une éventuelle montée en Bundesliga la saison suivante. |
| TF              | Qualifié pour le tour final pour une éventuelle montée en Bundesliga la saison suivante.             |
| 2BL*            | club retenu pour faire partie de la nouvelle 2. Bundesliga Nord, mais qui renonça à sa place         |
| OB              | qualification directe pour être reversé en Oberliga Berlin                                           |
| BR              | barrages de relégation pour être reversé en Oberliga Berlin                                          |
| en augmentation | club promu des séries inférieures depuis la saison précédente.                                       |

#### Classements
Pour cette saison, la Regionalliga Berlin retrouva une formule plus classique en une seule phase. Les clubs se rencontrèrent trois fois chacun.

##### Première phase
|      |    |                           | M  | G  | N | P  | +   | -   | DB   | Pts |
| ---- | -- | ------------------------- | -- | -- | - | -- | --- | --- | ---- | --- |
| C/TF | 1  | Tennis Borussia Berlin    | 33 | 31 | 1 | 1  | 103 | 19  | +84  | 63  |
| TF   | 2  | SC Wacker 04 Berlin       | 33 | 25 | 3 | 5  | 118 | 33  | +85  | 53  |
| 2BL* | 3  | SV Blau-Weiss Berlin (T)  | 33 | 16 | 4 | 13 | 78  | 48  | +30  | 36  |
| OB   | 4  | FC Hertha 03 Zehlendorf   | 33 | 13 | 9 | 11 | 51  | 44  | +7   | 35  |
| OB   | 5  | SC Westend 01             | 33 | 14 | 6 | 13 | 60  | 62  | -2   | 34  |
| OB   | 6  | SC Rapide Wedding 1893    | 33 | 13 | 5 | 15 | 50  | 66  | -16  | 31  |
| OB   | 7  | 1. FC Neukölln            | 33 | 11 | 8 | 14 | 65  | 75  | -10  | 30  |
| OB   | 8  | Berliner SV 92            | 33 | 14 | 2 | 17 | 48  | 68  | -20  | 30  |
| OB   | 9  | Berliner BC Südost        | 33 | 12 | 5 | 16 | 53  | 66  | -13  | 29  |
| OB   | 10 | Spandauer SV              | 33 | 12 | 5 | 16 | 49  | 62  | -13  | 29  |
| BR   | 11 | Berliner FC Preussen 1894 | 33 | 8  | 7 | 18 | 41  | 64  | -23  | 23  |
| BR   | 12 | Berliner FC Alemannia 90  | 33 | 1  | 1 | 31 | 15  | 122 | -107 | 3   |

### Relégation depuis la Bundesliga
À la fin de cette saison, aucun club affilié à la Verband Berliner Ballspielvereine (VBB) ne fut relégué de la Bundesliga.

### Création de la Zweite BundesligaNord
À la fin de la saison, la Regionalliga Berlin fut dissoute. Elle fut remplacée au 2e niveau par la 2. Bundesliga Nord. La Verband Berliner Ballspielvereine (VBB) se vit attribuer 2 places dans la nouvelle ligue (pour 11 à la zone Ouest et 7 à zone Nord).

#### Désignation des clubs
Afin d'élire, les deux clubs retenus pour la 2. Bundesliga, la VBB établit un classement sur les cinq dernières saisons de compétition.
Les points obtenus lors des différentes saisons furent multipliés par:
- Saison 1969-1970 et saison 1970-1971: x1
- Saison 1971-1972 et saison 1973-1973: x2
- Saison 1973-1974: x4.

En cas d'égalité, les points obtenus lors de la dernière saison étaient prépondérants.
Comme, le premier classé de cette évaluation, le TB Berlin gagna sa place en Bundesliga lors du tour final, les 2e et 3e places furent qualificative pour la 2. Bundesliga.
Retenu pour la nouvelle ligue, le SV Blau-Weiss Berlin préféra renoncer. Ce refus profita au 1. FC Mülheim-Styrum (voir Regionalliga West)

#### Classements des clubs candidats
| Ordre | Clubs                     | 69/70 x1 | 70/71 x1 | 71/72 x2 | 72/73 x2 | 73/74 x4 | Points | Remarques                                           |
| ----- | ------------------------- | -------- | -------- | -------- | -------- | -------- | ------ | --------------------------------------------------- |
| 1     | Tennis Borussia Berlin    | 39       | 44       | 50       | 43       | 63       | 521    | Promu en Bundesliga via le tour final               |
| 2     | SC Wacker 04 Berlin       | 34       | 51       | 53       | 47       | 53       | 497    | ⇒ 2. Bundesliga                                     |
| 3     | SV Blau-Weiss Berlin      | 34       | 50       | 51       | 48       | 36       | 426    | ⇒ qualifié mais préféra renoncer à la 2. Bundesliga |
| 4     | FC Hertha 03 Zehlendorf   | 47       | 34       | 28       | 31       | 35       | 339    |                                                     |
| 5     | Spandauer SV              | 29       | 33       | 34       | 30       | 29       | 306    |                                                     |
| 6     | SC Rapide Wedding 1893    | 26       | 23       | 22       | 28       | 31       | 273    |                                                     |
| 7     | 1. FC Neukölln            | 22       | 21       | 27       | 24       | 30       | 265    |                                                     |
| 8     | Berliner SV 92            | 19       |          | 22       | 26       | 30       | 235    |                                                     |
| 9     | Berliner FC Preussen 1894 |          |          |          | 26       | 23       | 144    |                                                     |
| 10    | SC Westend 01             |          |          |          |          | 35       | 140    |                                                     |
| 11    | Berliner FC Alemannia 90  |          | 24       | 25       | 21       | 3        | 128    |                                                     |
| 12    | Berliner BC Südost        |          |          |          |          | 29       | 116    |                                                     |

### Barrages de promotion/relégation
Ces barrages opposent les deux derniers de Regionalliga Berlin à deux clubs provenants d'Amateurliga Berlin :
- le SC Union 06 Berlin, 10e d'Amateurliga, affronte le Berliner FC Preussen 1894, 11e de Regionalliga
- le Berliner FC Alemannia 90, 12e de Regionalliga, affronte le Hellas Nordwest, 9e d'Amateurliga

| | Club                      | Score | Club                      |
| Aller | SC Union 06 Berlin (ALB)  | 1 - 0 | Berliner FC Preussen 1894 |
| Retour | Berliner FC Preussen 1894 | 0 - 4 | SC Union 06 Berlin (ALB)  |
| 3e Match | SC Union 06 Berlin (ALB)  | 2 - 0 | Berliner FC Preussen 1894 |
| Le BFC Preussen s'est opposé au changement de format après le match aller. Le comité de jeu de la Fédération berlinoise de football donc programmé un troisième match. |                           |       |                           |

|       | qualification pour rester en Oberliga Berlin  |
|       | descente ou retour en Amateurliga Berlin      |
| (ALB) | Club provenant d'Amateurliga Berlin 1973-1974 |

|        | Club                     | Score | Club                     |
| Aller  | Berliner FC Alemannia 90 | 2 - 1 | Hellas Nordwest (ALB)    |
| Retour | Hellas Nordwest (ALB)    | 1 - 1 | Berliner FC Alemannia 90 |
| Total  | Berliner FC Alemannia 90 | 3 - 2 | Hellas Nordwest (ALB)    |

### Création de l'Oberliga Berlin
Sous la 2. Bundesliga Nord, la Berliner Fussball Verband créa une ligue au 3e niveau. Cette série fut nommée Oberliga Berlin.
À la fin de la saison 1973-1974, les 10 clubs de Regionalliga Berlin restant furent reversés en Oberliga où furent promus huit équipes venant des séries d'Amateurliga Berlin.
Les neuf montants vers l'Oberliga Berlin furent:
- SC Staaken
- Berliner FC Südring
- Polizei SV Berlin
- VfB Neukölln
- Reinickendorfer Füchse
- Berliner SC Kickers 1900
- Tennis Borussia Berlin II
- SpVgg Wacker Siemensstadt
- SC Union 06 Berlin (Promu via les barrages)

## Regionalliga West
Le Regionalliga West 1973-1974 fut une ligue située au 2e niveau de la hiérarchie du football ouest-allemand.
Ce fut la 11e et dernière édition de cette ligue qui couvrait le même territoire que les anciennes Oberliga et 2. Oberliga West, c'est-à-dire le Land de Rhénanie du Nord-Wesphalie, donc les clubs affiliés à une des trois fédérations composant la Westdeutscher Fußball-und Leichtathletikverband (WFLV).
Selon le règlement en vigueur, il n'y eut jamais de montant direct depuis les Regionalligen vers la Bundesliga. Un tour final annuel (en allemand : Aufstiegsrunde in die Bundesliga) regroupa les champions et qualifiés de chaque Regionalliga afin de désigner les deux promus.
À la fin de cette saison, la Regionalliga West fut dissoute avec la création de la 2. Bundesliga (voir ci-après). Les clubs retenus sont versés dans le Groupe Nord.

### Compétition

#### Légende
| Légende               | |
| C/TF                  | Champion et qualifié pour le tour final pour une éventuelle montée en Bundesliga la saison suivante.                                                  |
| TF                    | Qualifié pour le tour final pour une éventuelle montée en Bundesliga la saison suivante.                                                              |
| 2BL                   | club retenu pour faire partie de la nouvelle 2. Bundesliga Nord.                                                                                      |
| VLMR VLNR VLWe1 VLWe2 | club reversé dans les séries de Verbandsliga pour la saison suivante (MR = Mittelrhein, NR = Niederrhein, We = Westfalen – 1 / 2 = numéro de groupe). |
| en diminution         | club relégué de la Bundesliga depuis la saison précédente.                                                                                            |
| en augmentation       | club promu des séries de Verbandsliga depuis la saison précédente.                                                                                    |

#### Classement
|       |    |                            | M  | G  | N  | P  | +   | -  | DB  | Pts |
| ----- | -- | -------------------------- | -- | -- | -- | -- | --- | -- | --- | --- |
| C/TF  | 1  | SG Wattenscheid 09         | 34 | 25 | 5  | 4  | 102 | 39 | +63 | 55  |
| TF    | 2  | Rot-Weiss Oberhausen       | 34 | 25 | 4  | 5  | 85  | 43 | +42 | 54  |
| 2BL   | 3  | FC Bayer 05 Uerdingen      | 34 | 22 | 7  | 5  | 82  | 40 | +42 | 51  |
| 2BL   | 4  | 1. FC Mülheim-Styrum       | 34 | 20 | 4  | 10 | 76  | 49 | +27 | 44  |
| 2BL   | 5  | SC Preussen Münster        | 34 | 15 | 8  | 11 | 57  | 49 | +8  | 38  |
| 2BL   | 6  | BV 09 Borussia Dortmund    | 34 | 15 | 7  | 12 | 63  | 50 | +13 | 37  |
| 2BL   | 7  | Aachener TSV Alemannia     | 34 | 15 | 7  | 12 | 57  | 55 | +2  | 37  |
| 2BL   | 8  | Schwarz-Weiss Essen        | 34 | 12 | 10 | 12 | 57  | 53 | +4  | 34  |
| 2BL   | 9  | DJK Gütersloh              | 34 | 10 | 12 | 12 | 54  | 55 | -1  | 32  |
| VLWe2 | 10 | Rot-Weiss Lüdenscheid      | 34 | 12 | 8  | 14 | 47  | 58 | -11 | 32  |
| 2BL   | 11 | SpVgg Erkenschwick         | 34 | 8  | 14 | 12 | 54  | 69 | -15 | 30  |
| VlWe2 | 12 | Sportfreunde Siegen        | 34 | 9  | 10 | 15 | 59  | 76 | -17 | 28  |
| VLWe1 | 13 | SV Arminia Gütersloh       | 34 | 9  | 10 | 15 | 47  | 66 | -19 | 28  |
| 2BL   | 14 | DSC Arminia Bielefeld      | 34 | 9  | 9  | 16 | 41  | 52 | -11 | 27  |
| VLNR  | 15 | Union Ohligs/OSC Solingen  | 34 | 7  | 11 | 16 | 46  | 68 | -22 | 25  |
| VLWe1 | 16 | SG Eintracht Gelsenkirchen | 34 | 7  | 8  | 19 | 42  | 73 | -31 | 22  |
| VLWe2 | 17 | SC Westfalia 05 Herne      | 34 | 7  | 5  | 22 | 44  | 78 | -34 | 19  |
| VLMR  | 18 | SC Viktoria 04 Köln        | 34 | 3  | 13 | 18 | 42  | 82 | -40 | 19  |

### Changement d'appellation puis fusion
Au printemps 1974, l'Union Ohligs changea sa dénomination en OSC Solingen. En fin de saison, il fusionna avec le VfL Wald pour former la SG Union Solingen.

### Relégation depuis la Bundesliga
À la fin de cette saison, un club affilié à la Westdeutscher Fußball-und Leichtathletikverband (WFLV) (Fortuna Köln) fut relégué de la Bundesliga.

### Création de la Zweite BundesligaNord
À la fin de la saison, la Regionalliga Ouest fut dissoute. Elle fut remplacée au 2e niveau par la 2. Bundesliga Nord. La Westdeutscher Fußball-und Leichtathletikverband (WFLV) se vit attribuer 11 places dans la nouvelle ligue (pour 7 à la zone Nord et 2 à Berlin-Ouest).
La relégation du Fortun Köln depuis l'élite ne modifia pas le nombre de places disponibles. Aucun club de l'Ouestne gagna sa place dans la plus haute division lors du tour final, dix clubs de la Regionalliga Nord accédèrent à la 2. Bundesliga Nord 74/75, soit les dix premiers classés selon une évaluation effectuée sur les cinq dernières saisons.
Le 1. FC Mülheim-Styrum, classé 11e lors de l'évaluation, devait faire les frais de la relégation du Fortuna Köln. Mais à la suite du renoncement d'un des deux clubs berlinois, il fut malgré tout retenu en 2. Bundesliga (voir Regionalliga Berlin).

#### Désignation des clubs
Afin d'élire, les onze clubs retenus pour la 2. Bundesliga, la WFLV établit un classement sur les cinq dernières saisons de compétition.
Les points obtenus lors des différentes saisons furent multipliés par:
- Saison 1969-1970 et saison 1970-1971: x1
- Saison 1971-1972 et saison 1973-1973: x2
- Saison 1973-1974: x4.

En cas d'égalité, les points obtenus lors de la dernière saison étaient prépondérants.

#### Classements des clubs candidats
| Ordre | Clubs                      | Points | Remarques             |
| ----- | -------------------------- | ------ | --------------------- |
|       | SC Fortuna Köln            |        | Relégué de Bundesliga |
| 1     | Rot-Weiss Oberhausen       | 201    | ⇒ 2. Bundesliga       |
| 2     | BV 09 Borussia Dortmund    | 169    | ⇒ 2. Bundesliga       |
| 3     | Aachener TSV Alemannia     | 130    | ⇒ 2. Bundesliga       |
| 4     | DSC Arminia Bielefeld      | 123    | ⇒ 2. Bundesliga       |
| 5     | SG Wattenscheid 09         | 113    | ⇒ 2. Bundesliga       |
| 6     | FC Bayer Uerdingen 05      | 104    | ⇒ 2. Bundesliga       |
| 7     | Schwarz-Weiss Essen        | 97     | ⇒ 2. Bundesliga       |
| 8     | SC Preussen Münster        | 92     | ⇒ 2. Bundesliga       |
| 9     | DJK Gütersloh              | 82     | ⇒ 2. Bundesliga       |
| 10    | SpVgg Erkenschwick         | 76     | ⇒ 2. Bundesliga       |
| 11    | 1. FC Mülheim-Styrum       | 67     | ⇒ 2. Bundesliga       |
| 12    | SG Eintracht Gelsenkirchen | 51     |                       |
| 13    | Sportfreunde Siegen        | 45     |                       |
| 14    | SV Arminia Gütersloh       | 44     |                       |
| 15    | SC Westfalia 05 Herne      | 31     |                       |
| 16    | Rot-Weiss Lüdenscheid      | 27     |                       |
| 17    | SC Viktoria 04 Köln        | 23     |                       |
| 18    | SC Concordia Hamburg       | 31     |                       |
| 19    | Union Ohligs               | 12     |                       |

### 3eniveau
Sous la 2. Bundesliga Nord, la WFLV ne créa pas qu'une ligue unique au troisième niveau.
À partir de la saison 1974-1975, le 3e étage de la pyramide du football allemand de la "zone Ouest" se présenta comme suit:
- Verbandsliga Mittelrhein
- Verbandsliga Niederrhein
- Verbandsliga Westfalen (2 séries)

## Regionalliga Südwest
Le Regionalliga Südwest 1973-1974 fut une ligue située au 2e niveau de la hiérarchie du football ouest-allemand.
Ce fut la 11e et dernière édition de cette ligue qui couvrait le même territoire que les anciennes Oberliga et 2. Oberliga Südwest, c'est-à-dire les Länder de Rhénanie-Palatinat et de Sarre, donc les clubs affiliés à une des trois fédérations composant la Fußball-Regional-Verband Südwest (FRVS).
Selon le règlement en vigueur, il n'y eut jamais de montant direct depuis les Regionalligen vers la Bundesliga. Un tour final annuel (en allemand : Aufstiegsrunde in die Bundesliga) regroupa les champions et qualifiés de chaque Regionalliga afin de désigner les deux promus.
À la fin de cette saison, la Regionalliga Südwest fut dissoute avec la création de la 2. Bundesliga (voir ci-après). Les clubs retenus sont versés dans le Groupe Süd.

### Compétition

#### Légende
| Légende         | |
| (T)             | Tenant du titre de la Regionalliga Südwest.                                                                       |
| C/TF            | Champion et qualifié pour le tour final pour une éventuelle montée en Bundesliga la saison suivante.              |
| TF              | qualifié pour le tour final pour une éventuelle montée en Bundesliga la saison suivante.                          |
| 2BL             | club retenu pour la 2. Bundesliga Süd.                                                                            |
| ALRh ALSa ALSW  | club reversé dans les séries d'Amateurliga pour la saison suivante (Rh = Rheinland, Sa = Saarland, SW = Südwest). |
| en augmentation | club promu des séries d'Amateurliga depuis la saison précédente.                                                  |

#### Classement
|      |    |                                | M  | G  | N  | P  | +  | -  | DB  | Pts |
| ---- | -- | ------------------------------ | -- | -- | -- | -- | -- | -- | --- | --- |
| C/TF | 1  | VfB Borussia Neunkirchen       | 30 | 20 | 5  | 5  | 64 | 29 | +35 | 46  |
| TF   | 2  | 1. FC Saarbrücken              | 30 | 19 | 5  | 6  | 59 | 27 | +32 | 43  |
| 2BL  | 3  | FC 08 Homburg                  | 30 | 18 | 5  | 7  | 65 | 35 | +30 | 41  |
| 2BL  | 4  | SV Röchling Völklingen 06      | 30 | 16 | 7  | 7  | 62 | 39 | +23 | 39  |
| 2BL  | 5  | 1. FSV Mainz 05 (T)            | 30 | 17 | 4  | 9  | 88 | 49 | +39 | 38  |
| 2BL  | 6  | VfR Wormatia Worms 08          | 30 | 15 | 8  | 7  | 58 | 42 | +16 | 38  |
| ALSW | 7  | SG Eintracht 02 Bad Kreuznach  | 30 | 13 | 7  | 10 | 53 | 36 | +17 | 33  |
| 2BL  | 8  | FK Pirmasens                   | 30 | 11 | 10 | 9  | 63 | 47 | +16 | 32  |
| ALSW | 9  | ASV Landau                     | 30 | 12 | 7  | 11 | 46 | 41 | +5  | 31  |
| ALSW | 10 | SV Alsenborn                   | 30 | 10 | 7  | 13 | 41 | 48 | -7  | 27  |
| ALSW | 11 | SV Südwest 1848 Ludwigshafen   | 30 | 8  | 10 | 13 | 44 | 48 | -4  | 26  |
| ALRh | 12 | TuS Neuendorf                  | 30 | 10 | 4  | 16 | 37 | 58 | -21 | 24  |
| ALSa | 13 | VfB Theley                     | 30 | 10 | 3  | 17 | 37 | 60 | -23 | 23  |
| ALRh | 14 | Eisbachtaler Sportfreunde 1919 | 30 | 7  | 5  | 18 | 48 | 87 | -39 | 19  |
| ALSW | 15 | FV Speyer                      | 30 | 3  | 7  | 20 | 31 | 84 | -51 | 13  |
| ALSa | 16 | FC Ensdorf 1912                | 30 | 1  | 6  | 23 | 18 | 86 | -68 | 8   |

### Relégation depuis la Bundesliga
À la fin de cette saison, aucun club affilié à la Fußball-Regional-Verband Südwest (FRVS) ne fut relégué de la Bundesliga.

### Création de la Zweite BundesligaSüd
À la fin de la saison, la Regionalliga Südwest fut dissoute. Elle fut remplacée au 2e niveau par la 2. Bundesliga Süd. La Fußball-Regional-Verband Südwest (FRVS) se vit attribuer 7 places dans la nouvelle ligue (pour 13 à la zone Sud).

#### Désignation des clubs
Afin d'élire, les sept clubs retenus pour la 2. Bundesliga, la FRVS établit un classement sur les cinq dernières saisons de compétition.
Les points obtenus lors des différentes saisons furent multipliés par :
- Saison 1969-1970 et saison 1970-1971: x1
- Saison 1971-1972 et saison 1973-1973: x2
- Saison 1973-1974: x4.

En cas d'égalité, les points obtenus lors de la dernière saison étaient prépondérants.
Les sept premiers classés de cette évaluation accédèrent à la 2. Bundesliga Süd 74/75, les autres rejoignirent la série de niveau 3 de leur région. Il s'agissait d'une des trois nouvelles "Amateurligen", ancêtres des actuelles "Verbandsligen" :
- Amateurliga Rheinland
- Amateurliga Saarland
- Amateurliga Südwest

#### Classements des clubs candidats
| Ordre | Clubs                          | 69/70 x1 | 70/71 x1 | 71/72 x2 | 72/73 x2 | 73/74 x4 | Points | Remarques       |
| ----- | ------------------------------ | -------- | -------- | -------- | -------- | -------- | ------ | --------------- |
| 1     | VfB Borussia Neunkirchen       | 37       | 44       | 48       | 38       | 45       | 433    | ⇒ 2. Bundesliga |
| 2     | SV Röchling Völklingen 06      | 23       | 27       | 41       | 44       | 39       | 376    | ⇒ 2. Bundesliga |
| 3     | 1. FSV Mainz 05                | 25       | 35       | 37       | 44       | 38       | 374    | ⇒ 2. Bundesliga |
| 4     | FK Pirmasens                   | 44       | 44       | 32       | 41       | 32       | 362    | ⇒ 2. Bundesliga |
| 5     | 1. FC Saarbrücken              | 32       | 39       | 26       | 24       | 43       | 343    | ⇒ 2. Bundesliga |
| 6     | VfR Wormatia Worms 08          | 25       | 23       | 32       | 39       | 38       | 342    | ⇒ 2. Bundesliga |
| 7     | FC 08 Homburg                  | 20       | 30       | 29       | 34       | 41       | 340    | ⇒ 2. Bundesliga |
| 8     | SV Alsenborn                   | 47       | 38       | 38       | 31       | 27       | 331    |                 |
| 9     | ASV Landau                     | 32       | 29       | 30       | 35       | 31       | 315    |                 |
| 10    | SV Südwest 1848 Ludwigshafen   | 39       | 43       | 29       | 30       | 26       | 304    |                 |
| 11    | TuS Neuendorf                  | 31       | 38       | 33       | 26       | 24       | 283    |                 |
| 12    | FV Speyer                      | 33       | 21       | 28       | 25       | 13       | 212    |                 |
| 13    | VfB Theley                     |          | 11       |          | 27       | 23       | 157    |                 |
| 14    | SG Eintracht 02 Bad Kreuznach  |          |          |          |          | 33       | 132    |                 |
| 15    | Eintracht Trier                | 28       | 24       | 24       | 12       |          | 124    |                 |
| 16    | Eisbachtaler Sportfreunde 1919 |          |          |          | 20       | 19       | 116    |                 |
| 17    | FC Phönix Bellheim             |          |          | 23       | 10       |          | 66     |                 |
| 18    | VfR Frankenthal                |          | 22       | 21       |          |          | 64     |                 |
| 19    | SV Saar 05 Saarbrücken         | 28       | 12       |          |          |          | 40     |                 |
| 20    | FC Ensdorf 1912                |          |          |          |          | 8        | 32     |                 |
| 21    | SpVgg Weisenau                 | 20       |          |          |          |          | 20     |                 |
| 22    | SpVgg Andernach                |          |          | 9        |          |          | 18     |                 |
| 23    | SC 1893 Friedrichsthal         | 16       |          |          |          |          | 16     |                 |

## Regionalliga Süd
Le Regionalliga Süd 1973-1974 fut une ligue située au 2e niveau de la hiérarchie du football ouest-allemand.
Ce fut la 11e et dernière édition de cette ligue qui couvrait le même territoire que les anciennes Oberliga et 2. Oberliga Süd, c'est-à-dire les Länder de Bade-Wurtemberg, de Bavière et de Hesse, donc les clubs affiliés à une des cinq fédérations composant la Süddeutscher Fußball-Verband (SFV).
Selon le règlement en vigueur, il n'y eut jamais de montant direct depuis les Regionalligen vers la Bundesliga. Un tour final annuel (en allemand : Aufstiegsrunde in die Bundesliga) regroupa les champions et qualifiés de chaque Regionalliga afin de désigner les deux promus.
À la fin de cette saison, la Regionalliga Süd fut dissoute avec la création de la 2. Bundesliga (voir ci-après). Les clubs retenus sont versés dans le Groupe Süd.

### Compétition

#### Légende
| Légende         | |
| (T)             | Tenant du titre de la Regionalliga Süd. |
| C/TF            | Champion et qualifié pour le tour final pour une éventuelle montée en Bundesliga la saison suivante.                                           |
| TF              | qualifié pour le tour final pour une éventuelle montée en Bundesliga la saison suivante.                                                       |
| 2BL             | club retenu pour la 2. Bundesliga Süd. |
| HeL ALSB ALBa   | club reversé dans les séries d'Amateurliga pour la saison suivante. (HeL = Hessenliga, ALSB = Amateurliga Südbaden, ALBa = Amateurliga Bayern) |
| en augmentation | club promu des séries d'Amateurliga depuis la saison précédente.                                                                               |

#### Classement
|      |    |                        | M  | G  | N  | P  | +  | -  | DB  | Pts |
| ---- | -- | ---------------------- | -- | -- | -- | -- | -- | -- | --- | --- |
| C/TF | 1  | FC Augsburg            | 34 | 20 | 8  | 6  | 79 | 47 | +32 | 48  |
| TF   | 2  | 1. FC Nürnberg         | 34 | 18 | 8  | 8  | 63 | 42 | +21 | 44  |
| 2BL  | 3  | TSV 1860 München       | 34 | 19 | 5  | 10 | 74 | 35 | +39 | 43  |
| 2BL  | 4  | SV Darmstadt 98 (T)    | 34 | 20 | 2  | 12 | 64 | 38 | +26 | 42  |
| 2BL  | 5  | SpVgg Bayreuth         | 34 | 14 | 9  | 11 | 65 | 55 | +10 | 37  |
| 2BL  | 6  | SV Stuttgarter Kickers | 34 | 13 | 10 | 11 | 60 | 50 | +10 | 36  |
| 2BL  | 7  | SV Waldhof Mannheim 07 | 34 | 16 | 4  | 14 | 62 | 60 | +2  | 36  |
| 2BL  | 8  | Karlsruher SC          | 34 | 14 | 8  | 12 | 50 | 48 | +2  | 36  |
| 2BL  | 9  | FC Bayern Hof 1910     | 34 | 16 | 2  | 16 | 73 | 65 | +8  | 34  |
| 2BL  | 10 | SpVgg Fürth            | 34 | 14 | 6  | 14 | 48 | 45 | +3  | 34  |
| HeL  | 11 | FSV Frankfurt          | 34 | 14 | 6  | 14 | 54 | 54 | 0   | 34  |
| 2BL  | 12 | VfR Heilbronn          | 34 | 12 | 10 | 12 | 69 | 74 | -5  | 34  |
| 2BL  | 13 | VfR Mannheim           | 34 | 12 | 7  | 15 | 53 | 75 | -22 | 31  |
| HeL  | 14 | VfR Oli Bürstadt       | 34 | 10 | 9  | 15 | 44 | 57 | -13 | 29  |
| 2BL  | 15 | 1. FC Schweinfurt 05   | 34 | 13 | 3  | 18 | 39 | 54 | -15 | 29  |
| HeL  | 16 | KSV Hessen Kassel      | 34 | 10 | 8  | 16 | 47 | 57 | -10 | 28  |
| ALSB | 17 | Freiburger FC          | 34 | 6  | 8  | 20 | 31 | 81 | -50 | 20  |
| ALBa | 18 | SSV Jahn Regensburg    | 34 | 4  | 9  | 21 | 39 | 77 | -38 | 17  |

### Relégation depuis la Bundesliga
À la fin de cette saison, aucun club affilié à la Süddeutscher Fußball-Verband (SFV) ne fut relégué de la Bundesliga.

### Création de la Zweite BundesligaSüd
À la fin de la saison, la Regionalliga Süd fut dissoute. Elle fut remplacée au 2e niveau par la 2. Bundesliga Süd. La Süddeutscher Fußball-Verband (SFV) se vit attribuer 13 places dans la nouvelle ligue (pour 7 à la zone Sud-Ouest).

#### Désignation des clubs
Afin d'élire, les treize clubs retenus pour la 2. Bundesliga, la SFV établit un classement sur les cinq dernières saisons de compétition.
Les points obtenus lors des différentes saisons furent multipliés par :
- Saison 1969-1970 et saison 1970-1971: x1
- Saison 1971-1972 et saison 1973-1973: x2
- Saison 1973-1974: x4.

En cas d'égalité, les points obtenus lors de la dernière saison étaient prépondérants.
Les treize premiers classés de cette évaluation accédèrent à la 2. Bundesliga Süd 74/75, les autres rejoignirent la série de niveau 3 de leur région. Il s'agissait d'une des cinq nouvelles "Amateurligen", ancêtres des actuelles "Verbandsligen" :
- Amateurliga Bayern
- Hessenliga
- Amateurliga Nordwürttemberg
- Amateurliga Nordbaden
- Amateurliga Schwarzwald-Bodensee
- Amateurliga Südbaden

#### Classements des clubs candidats
KSV Hessen Kassel, Freiburger FC et le SSV Jahn Regensburg terminèrent la saison 1973-1974 aux trois dernières places. Donc, théoriquement, celles de "relégués" vers le 3e niveau. Pour cette raison, ces trois clubs n'entrèrent pas en ligne de compte pour la 2. Bundesliga.
| Ordre | Clubs                  | 69/70 x1 | 70/71 x1 | 71/72 x2 | 72/73 x2 | 73/74 x4 | Points | Remarques       |
| ----- | ---------------------- | -------- | -------- | -------- | -------- | -------- | ------ | --------------- |
| 1     | 1. FC Nürnberg         | 57       | 55       | 34       | 41       | 44       | 438    | ⇒ 2. Bundesliga |
| 2     | Karlsruher SC          | 58       | 45       | 37       | 45       | 36       | 411    | ⇒ 2. Bundesliga |
| 3     | TSV 1860 München       |          | 41       | 46       | 42       | 43       | 389    | ⇒ 2. Bundesliga |
| 4     | FC Bayern Hof 1910     | 47       | 34       | 52       | 31       | 34       | 383    | ⇒ 2. Bundesliga |
| 5     | SV Darmstadt 98        | 30       |          | 36       | 46       | 42       | 362    | ⇒ 2. Bundesliga |
| 6     | VfR Heilbronn          | 33       | 39       | 36       | 40       | 34       | 360    | ⇒ 2. Bundesliga |
| 7     | SV Stuttgarter Kickers | 33       | 37       | 33       | 35       | 36       | 350    | ⇒ 2. Bundesliga |
| 8     | SpVgg Fürth            | 38       | 39       | 31       | 35       | 34       | 345    | ⇒ 2. Bundesliga |
| 9     | KSV Hessen Kassel      | 40       | 43       | 40       | 33       | 28       | 341    |                 |
| 10    | SpVgg Bayreuth         | 30       |          | 32       | 42       | 37       | 326    | ⇒ 2. Bundesliga |
| 11    | 1. FC Schweinfurt 05   | 42       | 40       | 32       | 31       | 29       | 324    | ⇒ 2. Bundesliga |
| 12    | Freiburger FC          | 40       | 37       | 37       | 29       | 20       | 289    |                 |
| 13    | SSV Jahn Regensburg    | 35       | 41       | 31       | 33       | 17       | 272    |                 |
| 14    | SV Waldhof Mannheim 07 | 25       |          |          | 39       | 36       | 247    | ⇒ 2. Bundesliga |
| 15    | FC Augsburg            |          |          |          |          | 48       | 192 1  | ⇒ 2. Bundesliga |
| 16    | VfR Mannheim           | 33       | 31       |          |          | 31       | 188    | ⇒ 2. Bundesliga |
| 17    | FSV Frankfurt          | 25       |          |          |          | 34       | 161    |                 |
| 18    | VfR Oli Bürstadt       |          |          |          | 21       | 29       | 158    |                 |

1 Le FC Augsburg est le fruit d'une fusion entre le BC Augsburg et le TSV Schwaben Augsburg. Le "BC" avait quitté la Regionalliga Süd en 1967 et le "TSV Schwaben" deux ans plus tard, donc avant le début de la période d'évaluation.

## Tour de promotion
Le Tour de promotion des Regionalligen 1973-1974 (en allemand : Aufstiegsrunde in die Bundesliga) fut une compétition de football organisée par la Deutscher Fussball Bund, au 2e niveau de la hiérarchie du football ouest-allemand.
Ce fut la 11e et dernière édition de cette compétition qui avait pour but de désigner les deux clubs promus entre la Regionalliga (D2) et la Bundesliga (D1).
De 1964 à 1974, il n'y eut aucun montant direct du 2e vers le 1er niveau du football ouest-allemand. Le tour final décida quels étaient les promus.
Au fil des onze éditions, le nombre de participants et surtout le nombre de qualifiés selon les différentes "Regionalligen" évoluèrent.

### Les 10 Participants 1973-1974
- Regionalliga Nord:
  - Braunschweiger TSV Eintracht
  - FC St. Pauli
- Regionalliga Berlin:
  - Tennis Borussia Berlin
  - SC Wacker 04 Berlin
- Regionalliga West:
  - SG Wattenscheid 09
  - Rot-Weiss Oberhausen
- Regionalliga Südwest:
  - VfB Borussia Neunkirchen
  - 1. FC Saarbrücken
- Regionalliga Süd:
  - FC Augsburg
  - 1. FC Nürnberg

### Résultats & Classements
Les dix équipes qualifiées furent réparties en deux groupes de cinq. Dans les deux groupes respectifs, les différents engagés s'affrontèrent par matches "aller/retour".
Ce tour final se déroula pratiquement un mois plus tôt par rapport aux éditions précédentes. Cela parce que la phase finale de la Coupe du monde 1974 était organisée en Allemagne de l'Ouest du 13 juin au 7 juillet 1974.
Les huit équipes participantes qui n'obtinrent pas la promotion en Bundesliga furent reversées dans la nouvelle 2. Bundesliga.

#### Légende
| Légende |                                                                |
| P       | Vainqueur de groupe et promu en Bundesliga la saison suivante. |
| 2.BL    | Reversé en 2. Bundesliga                                       |

#### Groupe 1

##### Matches
| Dates      | Matches                                            | Résultats | Remarques |
| ---------- | -------------------------------------------------- | --------- | --------- |
| 09/05/1974 | 1. FC Nürnberg – Braunschweiger TSV Eintracht      | 1-0       |           |
| 09/05/1974 | 1. FC Saarbrücken – SC Wacker 04 Berlin            | 0-1       |           |
| 12/05/1974 | SC Wacker 04 Berlin – 1. FC Nürnberg               | 5-0       |           |
| 12/05/1974 | Braunschweiger TSV Eintracht – SG Wattenscheid 09  | 2-3       |           |
| 16/05/1974 | SG Wattenscheid 09 – SC Wacker 04 Berlin           | 1-1       |           |
| 16/05/1974 | 1. FC Nürnberg – 1. FC Saarbrücken                 | 3-1       |           |
| 19/05/1974 | 1. FC Saarbrücken – SG Wattenscheid 09             | 1-2       |           |
| 19/05/1974 | SC Wacker 04 Berlin – Braunschweiger TSV Eintracht | 1-3       |           |
| 22/05/1974 | Braunschweiger TSV Eintracht – 1. FC Saarbrücken   | 3-0       |           |
| 22/05/1974 | SG Wattenscheid 09 – 1. FC Nürnberg                | 1-2       |           |
| 25/05/1974 | Braunschweiger TSV Eintracht – 1. FC Nürnberg      | 2-0       |           |
| 25/05/1974 | SC Wacker 04 Berlin – 1. FC Saarbrücken            | 0-1       |           |
| 29/05/1974 | 1. FC Nürnberg – SC Wacker 04 Berlin               | 9-1       |           |
| 29/05/1974 | SG Wattenscheid 09 – Braunschweiger TSV Eintracht  | 0-0       |           |
| 01/06/1974 | SC Wacker 04 Berlin – SG Wattenscheid 09           | 3-2       |           |
| 01/06/1974 | 1. FC Saarbrücken – 1. FC Nürnberg                 | 2-2       |           |
| 05/06/1974 | SG Wattenscheid 09 – 1. FC Saarbrücken             | 2-1       |           |
| 05/06/1974 | Braunschweiger TSV Eintracht – SC Wacker 04 Berlin | 2-1       |           |
| 08/06/1974 | 1. FC Saarbrücken – Braunschweiger TSV Eintracht   | 0-1       |           |
| 08/06/1974 | 1. FC Nürnberg – SG Wattenscheid 09                | 1-0       |           |

##### Classement
|     |   |                              | M | G | N | P | +  | -  | DB | Pts |
| --- | - | ---------------------------- | - | - | - | - | -- | -- | -- | --- |
| P   | 1 | Braunschweiger TSV Eintracht | 8 | 5 | 1 | 2 | 13 | 6  | +7 | 11  |
| 2BL | 2 | 1. FC Nürnberg               | 8 | 5 | 1 | 2 | 18 | 12 | +6 | 11  |
| 2BL | 3 | SG Wattenscheid 09           | 8 | 3 | 2 | 3 | 11 | 11 | 0  | 8   |
| 2BL | 4 | SC Wacker 04 Berlin          | 8 | 3 | 1 | 4 | 13 | 18 | -5 | 7   |
| 2BL | 5 | 1. FC Saarbrücken            | 8 | 1 | 1 | 6 | 6  | 14 | -8 | 3   |

#### Groupe 2

##### Matches
| Dates      | Matches                                           | Résultats | Remarques |
| ---------- | ------------------------------------------------- | --------- | --------- |
| 09/05/1974 | FC St. Pauli – FC Augsburg                        | 2-3       |           |
| 09/05/1974 | Tennis Borussia Berlin – VfB Borussia Neunkirchen | 0-0       |           |
| 12/05/1974 | FC Augsburg – Tennis Borussia Berlin              | 2-2       |           |
| 12/05/1974 | Rot-Weiss Oberhausen – FC St. Pauli               | 2-1       |           |
| 16/05/1974 | Tennis Borussia Berlin – Rot-Weiss Oberhausen     | 3-1       |           |
| 16/05/1974 | VfB Borussia Neunkirchen – FC Augsburg            | 1-1       |           |
| 19/05/1974 | Rot-Weiss Oberhausen – VfB Borussia Neunkirchen   | 1-2       |           |
| 19/05/1974 | FC St. Pauli – Tennis Borussia Berlin             | 0-2       |           |
| 22/05/1974 | VfB Borussia Neunkirchen – FC St. Pauli           | 2-5       |           |
| 22/05/1974 | FC Augsburg – Rot-Weiss Oberhausen                | 2-2       |           |
| 25/05/1974 | FC Augsburg – FC St. Pauli                        | 4-4       |           |
| 25/05/1974 | VfB Borussia Neunkirchen – Tennis Borussia Berlin | 1-1       |           |
| 29/05/1974 | Tennis Borussia Berlin FC Augsburg                | 2-2       |           |
| 29/05/1974 | FC St. Pauli – Rot-Weiss Oberhausen               | 3-0       |           |
| 01/06/1974 | Rot-Weiss Oberhausen – Tennis Borussia Berlin     | 4-0       |           |
| 01/06/1974 | FC Augsburg – VfB Borussia Neunkirchen            | 2-1       |           |
| 05/06/1974 | VfB Borussia Neunkirchen – Rot-Weiss Oberhausen   | 0-1       |           |
| 05/06/1974 | Tennis Borussia Berlin – FC St. Pauli             | 3-1       |           |
| 08/06/1974 | FC St. Pauli - VfB Borussia Neunkirchen           | 0-1       |           |
| 08/06/1974 | Rot-Weiss Oberhausen – FC Augsburg                | 3-2       |           |

##### Classement
|     |   |                          | M | G | N | P | +  | -  | DB | Pts |
| --- | - | ------------------------ | - | - | - | - | -- | -- | -- | --- |
| P   | 1 | Tennis Borussia Berlin   | 8 | 3 | 4 | 1 | 13 | 11 | +2 | 10  |
| 2BL | 2 | FC Augsburg              | 8 | 2 | 5 | 1 | 18 | 17 | +1 | 9   |
| 2BL | 3 | Rot-Weiss Oberhausen     | 8 | 4 | 1 | 3 | 14 | 13 | +1 | 9   |
| 2BL | 4 | VfB Borussia Neunkirchen | 8 | 2 | 3 | 3 | 8  | 11 | -3 | 7   |
| 2BL | 5 | FC St. Pauli             | 8 | 2 | 1 | 5 | 16 | 17 | -1 | 5   |

## Bilan de la saison
- Mouvements de la Regionalliga aux championnats 1974-1975

| Regionalliga | Bundesliga 1974-1975         | 2. Bundesliga 1974-1975 | 3e division | 4e division               |
| ------------ | ---------------------------- | --- | --- | ------------------------- |
| Nord         | Braunschweiger TSV Eintracht | FC St. Pauli VfL Osnabrück VfL Wolfsburg HSV Barmbek-Uhlenhorst TSR Olympia Wilhelmshaven 1. SC Göttingen 05 | VfB Oldenburg SV Meppen SV Arminia Hannover SC Concordia Hamburg OSV Hannover Kieler SV Holstein TuS Bremerhaven 93 Heider SV Itzehoer SV 09 1. FC Phönix Lübeck         | VfB Lübeck VfL Pinneberg  |
| Berlin       | Tennis Borussia Berlin       | SC Wacker 04 Berlin | SV Blau-Weiss Berlin FC Hertha 03 Zehlendorf SC Westend 01 SC Rapide Wedding 1893 1. FC Neukölln Berliner SV 92 Berliner BC Südost Spandauer SV Berliner FC Alemannia 90 | Berliner FC Preussen 1894 |
| West         |                              | SG Wattenscheid 09 Rot-Weiss Oberhausen FC Bayer 05 Uerdingen 1. FC Mülheim-Styrum SC Preussen Münster BV 09 Borussia Dortmund Aachener TSV Alemannia Schwarz-Weiss Essen DJK Gütersloh SpVgg Erkenschwick DSC Arminia Bielefeld | Rot-Weiss Lüdenscheid Sportfreunde Siegen SV Arminia Gütersloh OSC Solingen SG Eintracht Gelsenkirchen SC Westfalia 05 Herne SC Viktoria 04 Köln                         |                           |
| Südwest      |                              | VfB Borussia Neunkirchen 1. FC Saarbrücken FC 08 Homburg SV Röchling Völklingen 06 1. FSV Mainz 05 VfR Wormatia Worms 08 FK Pirmasens                                                                                            | SG Eintracht 02 Bad Kreuznach ASV Landau SV Alsenborn SV Südwest 1848 Ludwigshafen TuS Neuendorf VfB Theley Eisbachtaler Sportfreunde 1919 FV Speyer FC Ensdorf 1912     |                           |
| Süd          |                              | FC Augsburg 1. FC Nürnberg TSV 1860 München SV Darmstadt 98 SpVgg Bayreuth SV Stuttgarter Kickers SV Waldhof Mannheim 07 Karlsruher SC FC Bayern Hof 1910 SpVgg Fürth VfR Heilbronn VfR Mannheim 1. FC Schweinfurt 05            | FSV Frankfurt VfR Oli Bürstadt KSV Hessen Kassel Freiburger FC SSV Jahn Regensburg                                                                                       |                           |
| Total        | 2                            | 38 | 40 | 3                         |

1. ↑  Oberligen "Nord" et "Berlin", Verbandsligen dans le secteur "West", Amateurligen dans le secteur "Südwest" et 1. Amateurligen dans le secteur "Süd"
2. ↑  VfB Lübeck : Landesliga Schleswig-Holstein, VfL Pinneberg : Landesliga Hamburg, Berliner FC Preussen 1894 : Amateurliga Berlin

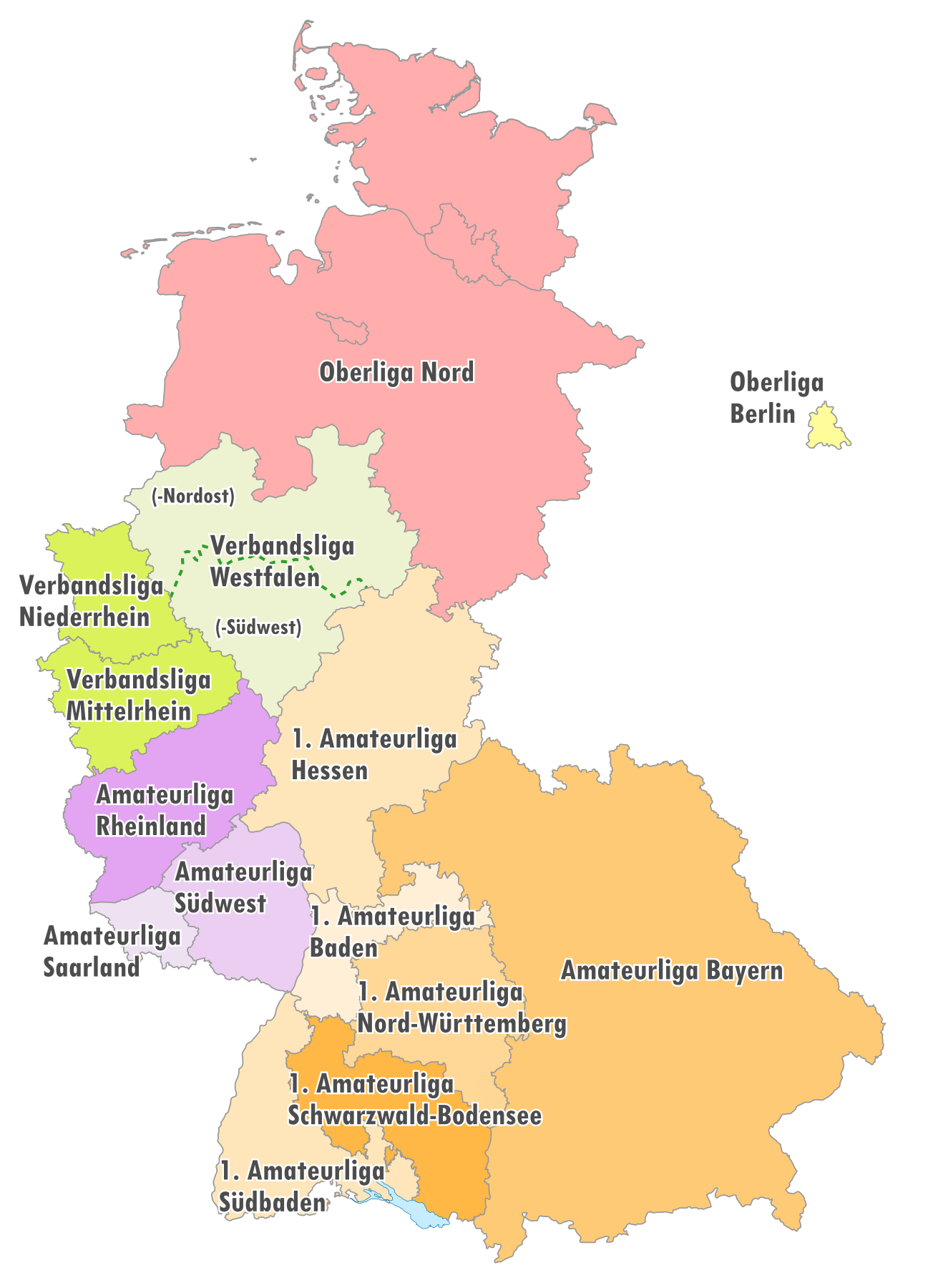
Les Oberligen, de 1974 à 1978

- Relégués de Bundesliga 1973-1974 vers la 2. Bundesliga 1974-1975

  - Hannover SV 96
  - SC Fortuna Köln

- Promus des séries inférieures vers les Oberligen

| - Oberliga Nord SC Victoria Hamburg SC Poppenbüttel (Promu via la phase de qualification) Blumenthaler SV Bremer SV (Promu via la phase de qualification) Flensburg 08 SpVgg Preussen 07 Hameln SpVgg Bad Pyrmont SV Union Salzgitter | - Oberliga Berlin SC Staaken Berliner FC Südring Polizei SV Berlin VfB Neukölln Reinickendorfer Füchse Berliner SC Kickers 1900 Tennis Borussia Berlin II SpVgg Wacker Siemensstadt SC Union 06 Berlin (Promu via les barrages) |